# ラフィーク・ハビーブ
ラフィーク・サムーイール・ハビーブ（アラビア語: رفيق صموئيل حبيب､Rafiq Samuel Habib）は、エジプトの学者、思想家、元政治家。元エジプト大統領顧問。コプトだが、2011年の革命後に設立されたムスリム同胞団系の自由公正党で副党首を2012年12月までつとめていた。
カイロ大学卒。心理学博士（アイン・シャムス大学）。
2012年8月27日、大統領顧問の一人に任命された。
2012年12月6日、ムルシーの大統領権限強化と憲法案及びその国民投票を巡る政治的対立が激化する中、政治活動からの引退を表明した。